# Rafael Romo (judoka)
Rafael Francisco Elias Romo Jelves (ur. 12 kwietnia 1989) – chilijski judoka.
Uczestnik mistrzostw świata w 2015. Startował w Pucharze Świata w latach 2010, 2011, 2014–2016, 2018, 2022 i 2023. Zajął piąte miejsce na igrzyskach panamerykańskich w 2011 i 2015, a także na igrzyskach Ameryki Południowej w 2014. Triumfator igrzysk boliwaryjskich w 2013, drugi w 2017 i trzeci w 2022. Brązowy medalista mistrzostw panamerykańskich w 2015. Zdobył trzy medale mistrzostw Ameryki Południowej. Wicemistrz MŚ wojskowych w 2023 roku.